# موریل سانتا آنا
موریل سانتا آنا (اسپانیایی: Muriel Santa Ana‎؛ زادهٔ ۱۳ ژوئیهٔ ۱۹۶۸) بازیگر اهل آرژانتین است.
از فیلم‌هایی که وی در آن‌ها نقش داشته است، می‌توان به یک داستان چینی و پرندگان آزاد اشاره نمود.